# Джош Шварц
Джош Шварц (англ. Josh Schwartz, нар. 6 серпня 1976) — американський телевізійний сценарист і продюсер.
Популярність здобув завдяки створенню серіалів: «Чужа сім'я», «Пліткарка», «Чак». У віці двадцяти шести років Шварц став наймолодшим в історії ефірного телебачення продюсером власного серіалу.

## Біографія
Джош Шварц народився 6 серпня 1976 року в місті Провіденс, штат Род-Айленд, в сім'ї Стіва і Хані Шварц. Батьки Джоша працювали в 'Hasbro' — компанії-виробнику іграшок. З раннього дитинства Джош мріяв стати письменником.
Джош відучився 11 років у приватній школі імені Уїлера і закінчив її в 1994 році. У 1995-му Шварц здійснив мрію дитинства — вступив до Університету Південної Кароліни на факультет кіномистецтва, щоб вчитися на кіносценариста.
У 2003 році Шварц написав сценарій під назвою "Самотні серця. Одного разу в Каліфорнії" для кінокомпаній 'Warner Bros. TV' і 'Wonderland Sound and Vision'. У роботі над серіалом, який стали знімати за сценарієм Джоша, він виступив не тільки як автор ідеї й сценарію, але і як виконавчий продюсер.
У 2007 році Щварц уклав контракт з 'Warner Bros. TV' на три роки на написання сценарію і продюсування комедійного серіалу під назвою «Чак» (Chuck).
Одружений з 2008 року, має одну дитину.

## Фільмографія

### Сценарист
- Looking for Alaska (2010)
- Rockville CA (серіал) (2009)
- «Чак» (2007)
- «Пліткарка» (2007)
- «Чужа сім'я» (2003—2007)
- Wall to Wall Records (ТВ) (2000)
- Brookfield (ТВ) (1999)

### Продюсер
- Rockville CA (серіал) (2009)
- «Чак» (2007)
- «Пліткарка» (2007)
- «Чужа сім'я» (2003—2007)
- Wall to Wall Records (ТВ) (2000)